# Le Livre de poche
Pour les articles homonymes, voir LDP.
Ne pas confondre avec le terme générique Livre de poche
Le Livre de poche (parfois abrégé LDP) est, à l'origine, le nom d'une collection littéraire apparue le 9 février 1953 sous l'impulsion d'Henri Filipacchi et éditée par la Librairie générale française, filiale de Hachette depuis 1954.

## Création

### Un format déjà ancien
Les livres de poche dont le principe est de tenir dans une poche, existaient depuis le XVIIe et le XVIIIe siècle : les livres de colportage sont des ouvrages qui par leur format et dans une certaine mesure leur conception rappellent le livre de poche actuel. Dans les années 1830, certains éditeurs de Bruxelles, pour des raisons politiques et de censure, publient de petits livres. Vers la fin des années 1840 en France apparaissent les « livres à 4 sous » (20 centimes). Dès 1856, la maison d'édition Michel Lévy frères crée la « collection Michel Lévy » à un franc et en petit format mais deux fois plus grand que le in-16° actuel. Avant 1900, des collections destinées aux publics féminins proposent des formats élégants illustrés in-24° (chez Alphonse Lemerre, Édouard Dentu, etc.). Dans les premières années du XXe siècle, la collection Nelson publie des ouvrages de petit format (in-32°), cartonnés, toilés et recouverts d'une jaquette illustrée.

### Du format populaire au poche
En 1905, Fayard lance le « Livre populaire », romans populaires à 65 centimes de petit format et en 1916 les éditions Jules Tallandier commercialisent une collection concurrente appelée « Livre de poche », des romans populaires encore moins chers, autant de collections dont Hachette devra d'ailleurs racheter le nom avant 1953, comme « Le Livre Plastic », collection créée en 1948 par Marabout, ou encore celle lancée en 1944 par les éditions Pierre Trémois appelée « Le Livre de poche »,. La maison d'édition allemande Tauchnitz fut sans doute le précurseur du format poche moderne, dès 1841. Imitant cette dernière, en 1932, une autre maison allemande, Albatross Books, crée la première collection moderne de livres de poche, suivi, en 1936, par la maison britannique Penguin Books qui se spécialise également dans la publication de livres au format poche. L'éditeur américain Simon & Schuster lance sur le même modèle en 1939 les justement nommés « Pocket Books (en) ». Mais le succès rencontré par la collection « Le Livre de poche » tient à la conjonction de ce nouvel objet de consommation avec l'époque et la demande populaire et estudiantine d'un livre bon marché, surtout que la France traverse une crise du livre en 1949 qui voit le prix du papier exploser : solution économique, en 1953, Le Livre de poche est six fois moins cher qu'un ouvrage grand format grâce à un papier en bobines peu coûteux, à une reliure arraphique, n'utilisant ni fil ni couture, produit par une nouvelle machine, le perfect binder, qui fabrique un brochage résistant avec le dos du volume collé, et à une couverture recouverte d'un vernis transparent qui la rend résistante), un livre désacralisé donc, présenté sous des couvertures rappelant les affiches de cinéma, mais néanmoins véhicule d'une littérature de qualité.
Une légende veut que Filipacchi ait eu l'idée de ce format en voyant un jour un soldat américain acheter un livre dans une librairie française, et le déchirer en deux pour qu’il puisse entrer dans les poches de son blouson,.
Henri Filipacchi réussit à convaincre ses amis éditeurs Albin Michel, Calmann-Lévy, Grasset et Gallimard (via Guy Schoeller) de s'associer à son projet et de devenir ainsi les « pères fondateurs » du Livre de poche qui selon son vœu doit publier le texte intégral de grands auteurs tombés dans le domaine public.
Les libraires sont d'abord réticents face à ce « livre industriel » au prix agressif qui risque de faire chuter leur chiffre d'affaires et qui est présenté en libre service sur un tourniquet placé près de l'entrée de leur boutique, ce qui est ressenti comme une menace à leur vocation culturelle.
Le succès commercial s'explique aussi par sa présence hors des seuls réseaux de libraires classiques : dès la fin des années 1950, Hachette distribue cette collection dans les premiers supermarchés, les stations services, les drugstores, les kiosques de presse, etc.

## Évolution
Le 9 février 1953 est édité le premier ouvrage du Livre de poche. Il s'agit de Kœnigsmark de Pierre Benoit (no 1), suivi par Les clés du royaume de A. J. Cronin (no 2), Vol de nuit d'Antoine de Saint-Exupéry (no 3) et Ambre de Kathleen Winsor (no 4). Les illustrations originales des couvertures sont parfois signées (voir ci-dessous). Le prix de vente est indiqué à titre indicatif, soit 150 francs pour le no 1. Certaines de ces premières éditions comportent des préfaces. Les premiers numéros sont principalement des rééditions d'ouvrages à succès, remettant au goût du jour certains titres comme Un amour de Swann de Proust ou Les Mémoires du cardinal de Retz.
Chaque quinzaine, 3 titres sortent. Puis la fréquence augmente. Huit titres sont publiés par mois en 1955 puis 12 au milieu des années 1960. Le prix unitaire moyen pour un volume simple est alors de 2 nouveaux francs : en comparaison, une baguette de pain coûte en 1960, le prix de 30 centimes et le salaire minimum est de 282 francs.
Les premiers exemplaires sont tirés en moyenne à 60 000 exemplaires. En quelques années, il devient un fait de société. De 8 millions d'exemplaires en 1957-1958, les ventes passent à 28 millions en 1969.
De nombreuses collections viennent compléter l'offre initiale au fil des années (classique, exploration, chrétien, thrillers…).
Le réseau de distribution Hachette (25 000 points de vente en 1965) participe au succès de l'entreprise.
Ce succès inspire des concurrents. En 1958, J'ai lu est créé par Flammarion. En 1962, Presses Pocket est créé par les Presses de la Cité. Gallimard se retire de la Librairie générale française et crée Folio en 1972.
Avec près d'un milliard de volumes diffusés depuis sa création et plus de 18 millions d’exemplaires vendus en 2012, il demeure la première collection de poche française de grande diffusion.
Aujourd'hui, filiale de Hachette (plus exactement de Hachette Livre) depuis 1954, Librairie générale française a restructuré son organisation. La raison sociale de l'entreprise est Librairie générale française tandis que Le Livre de poche en est la marque commerciale. En raison de la notoriété de cette marque, la société est souvent appelée Le Livre de poche. D'ailleurs, l'adresse postale communément employée par l'entreprise pour sa communication interne et externe est : Librairie générale française (Le Livre de poche) 31, rue de Fleurus, Paris 6e.

### Identité visuelle (logotype)
Le premier logo se déclinait sur fond rouge, bleu ou noir.

Logo du Livre de poche de 1953 à 2002.
Logo du Livre de poche de 2002 à 2017.
Logo du Livre de poche depuis 2017.

## Numérotation
Chaque livre possède une numérotation unique située au bas du dos. Voici une liste des 10 premiers titres parus dans la collection :
- no 1 : Kœnigsmark de Pierre Benoit
- no 2 : Les Clés du royaume d'A.J. Cronin
- no 3 : Vol de nuit d'Antoine de Saint-Exupéry
- no 4 : Ambre de Kathleen Winsor
- no 5 : La Nymphe au cœur fidèle de Margaret Kennedy
- no 6 : La Symphonie pastorale d'André Gide
- no 7 : La Bête humaine d'Émile Zola
- no 8 : L'Invitation à la valse de Rosamond Lehmann
- no 9 : Capitaine Conan de Roger Vercel
- no 10 : Les Mains sales de Jean-Paul Sartre

Au départ, des titres comme Les Clés du royaume ou encore Ambre sont édités avec deux numéros, soit respectivement 2*, 2** et 4*, 4**. Cette idée est cependant abandonnée peu après et les livres sont classifiés en volume. Un volume simple portait un seul numéro tandis qu'un volume double en portait deux et un volume triple trois. Pour déterminer si un livre est considéré comme volume simple, double ou triple (plus rare), cela dépendait du nombre de pages. Un volume simple comprenait aux environs de 250 pages, un volume double aux environs de 500 pages et un volume triple aux environs de 700 pages. Le nombre de pages était donc fixe et la fonte s'adaptait en fonction de la longueur du récit. Ainsi, un volume simple était vendu 150 anciens francs tandis qu'un volume double était au prix de 250 anciens francs en 1955. Ce système de numérotation s'arrêta après le no 1707 (Au nom du fils d'Hervé Bazin) en 1966. Les livres portent depuis un seul numéro. De plus, le nombre de pages n'est plus imposé et la tarification est variable.
Certaines des différentes collections lancées au fil des ans utilisent toujours ce numérotage, si bien que des titres arrivent à des numéros au-delà de 37000 (chiffres 2004). Il existe cependant des trous de numération. Par exemple, aucun livre n'a été édité entre 1728 et 1800, 1804 à 1809, 1811 à 1820, 1822 et 1823, 1826 à 1907 ou encore entre 9799 et 9827, 9829 à 9921, 9923 à 9999, 10047 à 10999, 11010 à 11698, 11700 à 11999, 12005 et 12006, 12013, 12016, 12020 à 13026, 13028 à 13030, 13032 à 13112, 13115 à 13122, 13324 à 13499, et des plages de 100 à 500 numéros consécutifs sont réservées à des collections précises. La plage 7000 à 7300 est par exemple dédiée aux titres de science-fiction tandis que les thrillers sont sortis entre 7400 et 7699 puis entre 17000 et 17100. Les « Livre de poche chrétien » ont par contre eu leur propre numération, celle-ci commençant par un A suivi d'un numéro.
Certains livres ont également changé de numérotation après une réédition. Révolte sur la Lune de Robert Heinlein a par exemple été publié avec le numéro 7032 en 1978 puis avec le numéro 34220 en 2016 à la suite d'une réédition.
De ce fait un certain désordre s'est créé au fil du temps.
Une nouvelle numérotation a été reprise à partir du numéro 30000 en 2004, même si certaines rééditions ressortent avec des numéros plus anciens.

## Autres collections
En dehors des romans, d'autres collections sont sorties sous le même format :
- 1955 : Le Livre de poche pratique
- 1958 : Le Livre de poche classique (collection dirigée par Roger Nimier)
- 1958 : Le Livre de poche exploration[23]
- 1960 : Le Livre de poche policier
- 1961-1963 : Le Livre de poche chrétien collection dirigée par Daniel-Rops). Elle ne contient que 39 livres[24].
- 1964 : Le Livre de poche Université (collection dirigée par Maurice Bruézière)
- 1967 : Lancement de la série Jules Verne (reprise de l'œuvre avec les illustrations de l'édition Hetzel).
- 1968 : Création de la Méthode 90 (méthode d'apprentissage autonome des langues).
- 1974 : Les Guides du Livre de poche.
- 1976 - 1977 : Création de la Grande anthologie de la science-fiction.
- 1977 : 1re collection de science-fiction (série dirigée par Jean-Baptiste Baronian et Michel Demuth)
- 1979 : Le Livre de poche jeunesse
- 1982 : Biblio / romans
- 1983 : Biblio / essais (collection créée par Bernard-Henri Levy)[25]
- 1983 : Le Livre de poche thriller
- 1984 : 2e collection de science-fiction (série dirigée par Gérard Klein)
- 1988 : Les Langues modernes : collection d'ouvrages unilingues et bilingues (anglais, allemand, espagnol, italien…)
- 1989 : Lettres gothiques : éditions bilingues de textes littéraires du Moyen Âge
- 1989 : Classiques de la philosophie (collection dirigée par Jean-François Balaudé)
- 1991 : La Pochothèque (format 12,5 × 19) : les « Classiques modernes » comprenant l'essentiel de l'œuvre d'auteurs tels que Boris Vian, Doris Lessing, Carson McCullers, Stefan Zweig, Jean Giono, Yasunari Kawabata, Chrétien de Troyes, Knut Hamsun, Colette, Lawrence Durrell, Virginia Woolf, Hermann Hesse, Arthur Rimbaud, Georges Perec
- 1991 : « Les Encyclopédies d'aujourd'hui » : Encyclopédie de la franc-maçonnerie, Dictionnaire des Lettres françaises, Dictionnaire des personnages historiques, Atlas de la philosophie, des mathématiques, du cinéma…
- 1992 : Le Livre de poche références : cette collection consacrée aux sciences humaines propose les textes des spécialistes les plus éminents (textes fondamentaux, ouvrages de synthèse inédits).
- 2007 : Le Livre de poche fantasy[25]
- 2008 : Le Livre de poche Bulles en poche[25]
- 2010 : Le Livre de poche La Lettre et la Plume

## Couverture

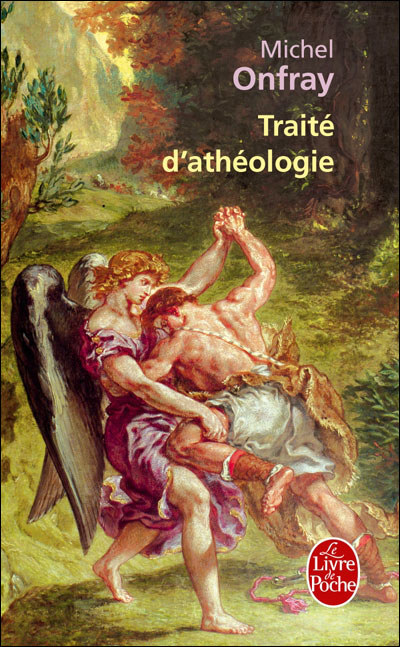
Exemple de couverture récente reprenant un détail d'une fresque de Delacroix : la réédition en 2006 du Traité d'athéologie de Michel Onfray aux éditions Le Livre de poche.

Du no 1 au no 1800 (1967), les couvertures, sont souvent l'œuvre (rarement signée) de Maurice-Charles Raymond (1912-1982) qui commence avec Vol de nuit d'Antoine de Saint-Exupéry (no 3, 1953), Lucien Fontanarosa, Michel de Séréville (auteur du motif no 1) ou Jean-Claude Forest, entre autres. Elles sont du style « affiche peinte » caractéristique, et sont en réalité de petites gouaches parfois exécutées au format paysage puis clichées et photogravées : le motif, dans ces premières éditions, courent parfois sur le dos et sur la quatrième. Des artistes peintres comme Georges Beuville, Claude Roederer, Claude Schürr y ont également contribué. En 1957, Leonor Fini illustre Duo de Colette (no 123).
Les premières éditions comprennent en deuxième et troisième de couverture une composition figurant de petites étoiles.
Ensuite elles se modernisent, et le photomontage est introduit. Le graphiste Pierre Faucheux a donné également des couvertures célèbres notamment pour Paroles de Jacques Prévert ou Les Chants de Maldoror de Lautréamont pour laquelle il utilise un graphisme empruntant aux traits d'une bombe de peinture (no 1117, 1963).

## Réactions
À l'origine, l'initiative est dénigrée par certains qui y voient l'émergence d'une sous-culture mais la contestation se lève surtout quand le poche se tourne vers le débat d’idées, avec les collections Idées ou Archives. Le philosophe Hubert Damisch dénonce dans le Mercure de France en 1964 une « culture de poche » et « une entreprise mystificatrice puisqu'elle revient à placer entre toutes les mains les substituts symboliques de privilèges éducatifs et culturels ». Dans Les Temps modernes en 1965, un débat plus serein s'engage et Jean-Paul Sartre s'interroge : « Les livres de poche sont-ils de vrais livres ? Leurs lecteurs sont-ils de vrais lecteurs ? ». Des auteurs dénoncent la banalisation de leur travail et une « subversion aux loisirs des nantis »,.
À l'inverse Jean Giono écrit en 1958 : « Je considère aujourd'hui le Livre de poche comme le plus puissant instrument de culture de la civilisation moderne ». La collection abolit en effet les privilèges éducatifs et amorce un processus de démocratisation de la lecture.
Aujourd'hui, les auteurs modernes sont plutôt flattés de cohabiter avec les grands écrivains du passé. Le livre de poche leur permet d'être plus longtemps en librairie.

## Quelques chiffres
Le capital de la Librairie générale française, société anonyme, est détenu à 60 % par Hachette-Livre et, à hauteur de 40 %, par les Éditions Albin Michel. Le Livre de poche détient 23,3 % du marché et en est le leader (décembre 2022).
- 5 200 titres à son catalogue au 31 décembre 2012[31]
- plus de 20 000 titres publiés depuis 1953[31]
- plus de 1 milliard de volumes diffusés depuis l'origine[31]
- 400 nouveautés par an[31]
- plus de 18 millions d'exemplaires vendus en 2012[31]

De nombreux livres ont été vendus à plusieurs millions d'exemplaires. On peut citer, sur la base de chiffres de 2012 : 
- Plus de 5 millions d'exemplaires :
  - Le Grand Meaulnes d'Alain-Fournier
- Plus de 4 millions d'exemplaires :
  - Vipère au poing d'Hervé Bazin
  - Journal d'Anne Frank
  - Germinal d'Émile Zola
- Plus de 3 millions d'exemplaires :
  - J'ai quinze ans et je ne veux pas mourir de Christine Arnothy
  - Lettres de mon moulin d'Alphonse Daudet
  - La Cuisine pour tous de Ginette Mathiot
  - Thérèse Desqueyroux de François Mauriac
  - Le Parfum de Patrick Süskind
  - Le Silence de la mer de Vercors

L'auteur le plus vendu est Agatha Christie avec plus de 40 millions de volumes et est suivie d'Émile Zola avec 22 millions d'ouvrages vendus (chiffres 2008).

## Hommages
À l'occasion de son cinquantenaire, une exposition consacrée au Livre de poche nommée Le Livre de Poche a 50 ans a eu lieu au Centre Georges-Pompidou du 5 mars au 5 mai 2003.